# Trypocopris vernalis
Espèce
Trypocopris vernalis est une espèce d'insectes coléoptères, un bousier de la famille des Geotrupidae.

## Sous-espèces
- Trypocopris vernalis apenninicus (Mariani, 1958)
- Trypocopris vernalis caspius (Motschulsky, 1845)
- Trypocopris vernalis fausti (Reitter, 1890)
- Trypocopris vernalis manifestus (Reitter, 1893)
- Trypocopris vernalis obscurus (Mulsant, 1842)
- Trypocopris vernalis rambouseki (Tesar, 1935)
- Trypocopris vernalis vernalis (Linnaeus, 1758)

## Variétés
- Trypocopris vernalis var. balcanicus (Reitter, 1893)
- Trypocopris vernalis var. cyanicollis Depoli